# ロパライト
ロパライト(Loparite)は、顆粒状でもろい灰チタン石グループの酸化鉱物である。黒色から暗い灰色であり、反射光の下の薄片は灰色から白色、内部反射では赤茶色に見える。化学組成は(Ce,Na,Ca)(Ti,Nb)O3とされていたが、2024年からは(Na0.5REE0.5)TiO3に変更された。1987年に「セリウムロパライト（Loparite-(Ce）」と改名されたが、セリウムを含む希土類元素はナトリウムに卓越していないことが判明したために2024年に元に戻され、上記のように組成式が再定義された。ニオボロパライトは、ニオブを含む変種である。
ロパライトは、霞石閃長岩の貫入やペグマタイトに主要相として含まれる。またカーボナタイト中に灰チタン石の代わりに見られることもある。
ロパライトは、ロシア北部コラ半島のヒビヌイ山脈及びロヴォゼロ山脈産のものが最初に記述された。

ロパライトの結晶構造
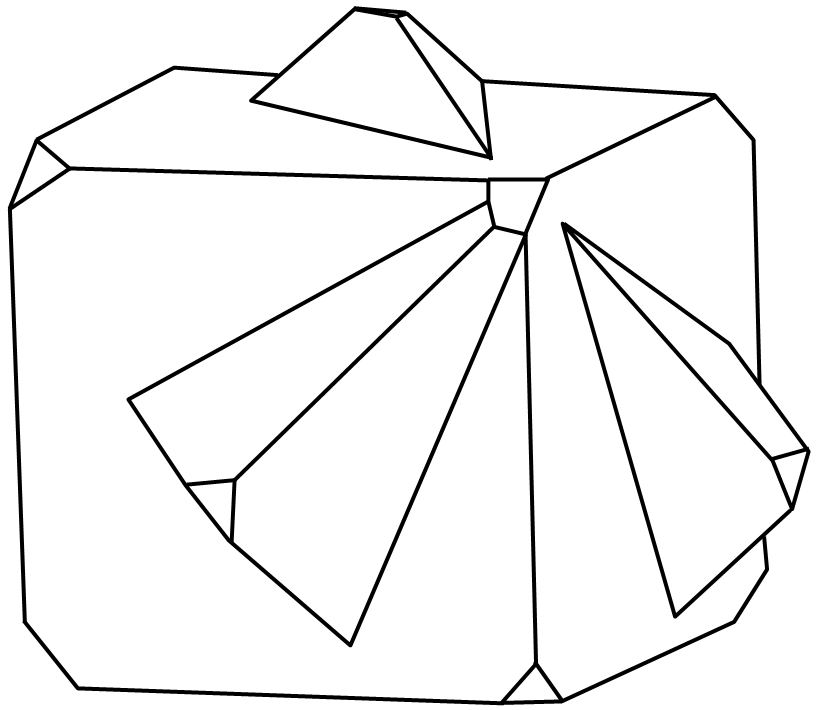
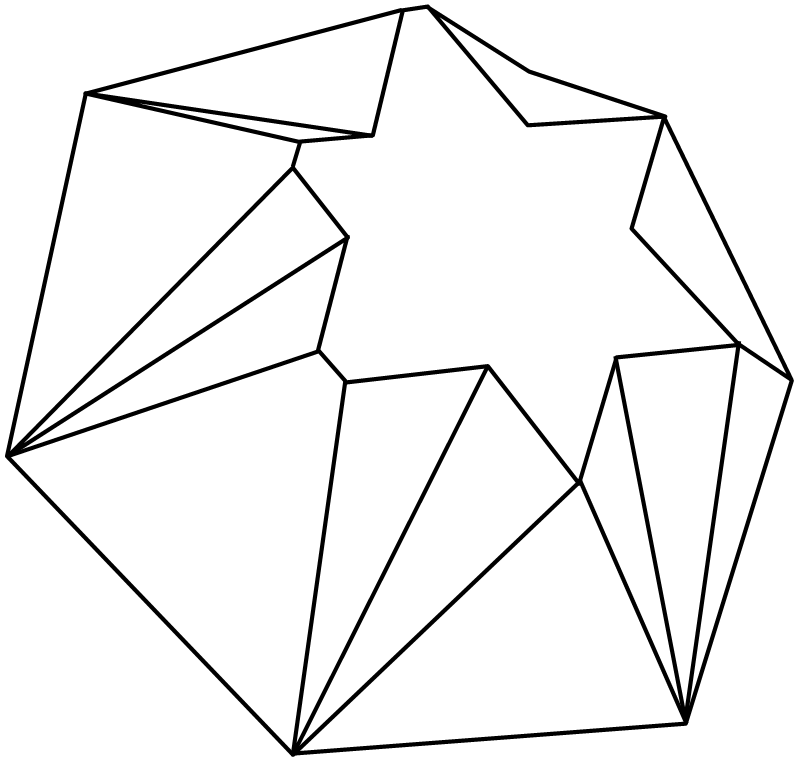
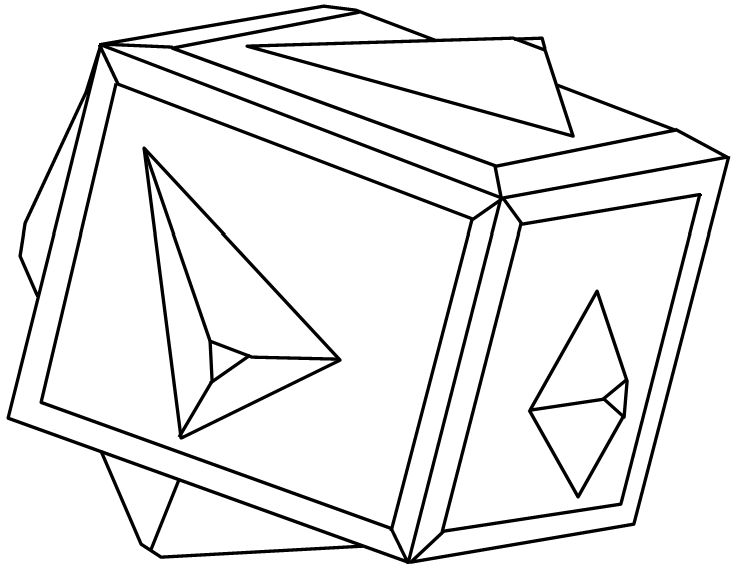

## 語源
語源は、コラ半島に先住するサーミ人のロシア語名Loparとセリウムを含むことに由来する。上記の通り、2024年からはセリウムのサフィックスが削除された。